# Mortdecai
A Mortdecai 2015-ben bemutatott amerikai akcióvígjáték, melyet David Koepp rendezett, Kyril Bonfiglioli bűnügyi könyvsorozata alapján. A főbb szerepekben Johnny Depp, Gwyneth Paltrow, Ewan McGregor, Olivia Munn, Paul Bettany és Jeff Goldblum látható. Ez volt Depp harmadik közös filmje Koepp-pel.
Az Amerikai Egyesült Államokban 2015. január 23-án jelent meg. Magyarországon január 22-én került a mozikba.

## Történet
A pénzszűkében lévő, kifogástalan angol úriember, Charles Mortdecai Amerikába utazik, hogy felkutasson egy értékes festményt. Tudomása szerint arra egy titkos kódot véstek fel, mely elvezethet a második világháború alatt elrabolt náci kincsekhez. Nyomában orosz maffiózókkal, a brit titkosszolgálattal, és gyanakvó feleségével azonban a küldetés cseppet sem lesz sétagalopp.

## Szereplők
| Színész         | Szerep                                         | Magyar hang     |
| --------------- | ---------------------------------------------- | --------------- |
| Johnny Depp     | Lord Charles Mortdecai, brit műkincskereskedő  | Nagy Ervin      |
| Gwyneth Paltrow | Johanna, Mortdecai felesége                    | Pálfi Kata      |
| Ewan McGregor   | Martland a királyi titkosszolgálat felügyelője | Anger Zsolt     |
| Paul Bettany    | Jock Strapp, Mortdecai személyi testőre        | Király Attila   |
| Jeff Goldblum   | Milton Krampf, gazdag mágnás                   | Jakab Csaba     |
| Olivia Munn     | Georgina Krampf, Milton lánya                  | Bánfalvi Eszter |
| Aubrey Plaza    | Paula, Jock barátnője                          | Sipos Viktória  |
| Jonny Pasvolsky | Emil Strago, orosz műkereskedő                 | Suhajda Dániel  |
| Paul Whitehouse | Spinoza, Mortdecai üzletfele                   | Galkó Balázs    |
| Ulrich Thomsen  | Romanov, orosz maffiózó                        | Epres Attila    |

## A film készítése
A forgatás 2013. október 20-án kezdődött Londonban. A film legtöbb jelenetét a Hedsor House épületben vették fel Buckinghamshire-ben. A film több jelenetét is CGI látványtechnika segítségével oldották meg.